# Patrick Follmann

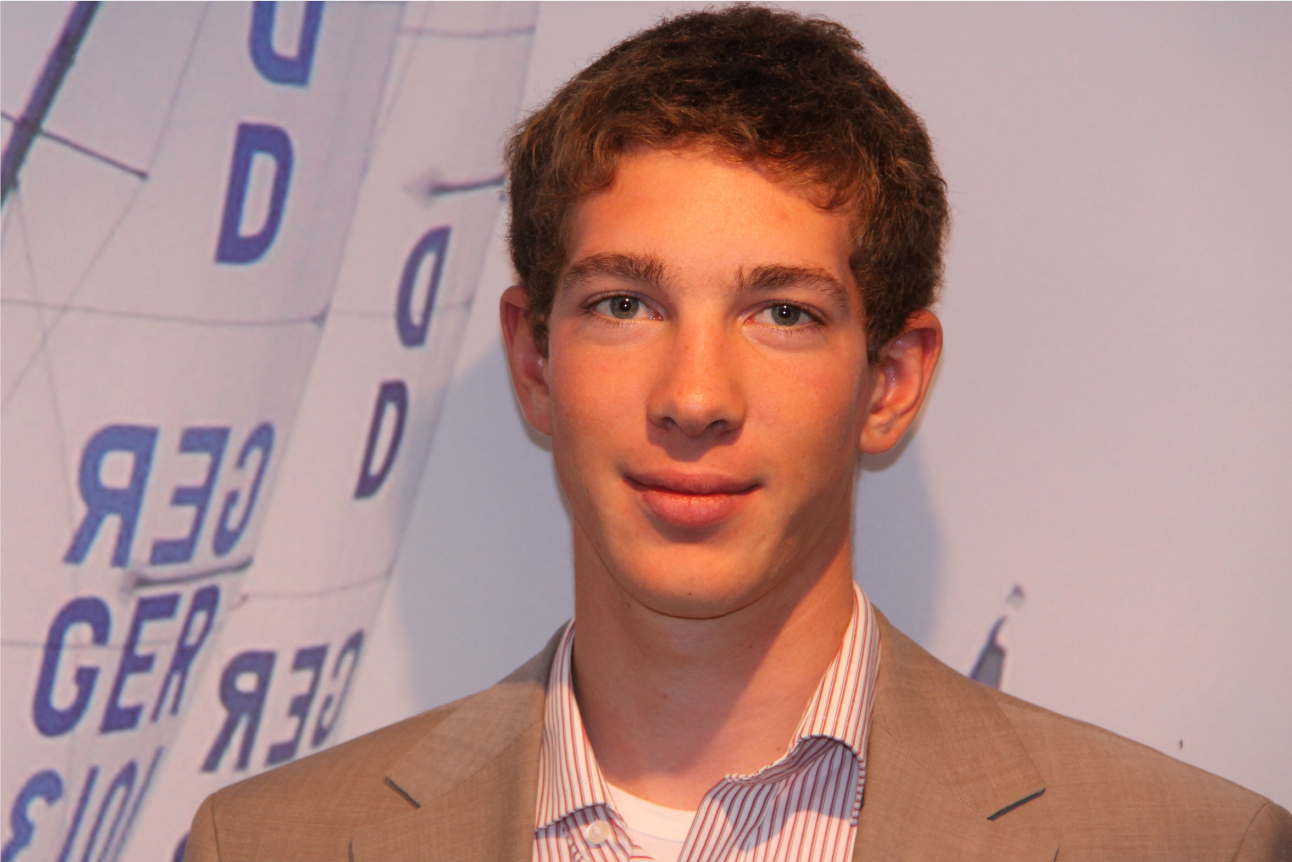
Paddo Follmann (2009)

Patrick Follmann (* 20. April 1989 in Regensburg) ist ein deutscher Segler in der 470er-Klasse.

## Leben
Patrick Follmann ist Segelprofi. Er hat ein abgeschlossenes Mathematikstudium. Follmann startet für den Deutschen Touring Yacht Club. Schon als Junior erreichte er als Steuermann einige Erfolge. Er wurde 2002 Deutscher Jüngstenmeister im Optimist. Bei den Europameisterschaften 2005 belegte er den vierten, bei den Weltmeisterschaften 2007 den siebten Rang.
Seine ersten internationalen Einsätze bei den Männern hatte Follmann bei den Europameisterschaften 2006 in Balatonfüred, wo er mit seinem damaligen Vorschoter Nico Lutz 65. wurde. Bei den Europameisterschaften 2008 startete das Duo in Palma in der 49er-Klasse und kam auf den 43. Platz. Danach wechselte er in die Laser und wurde bei den Weltmeisterschaften 2009 in Nova Scotia und 2010 vor Hayling Island 93. und 112. Bei den Young European Sailings gewann Follmann den Deutschen Juniorenmeistertitel 2010 im Laser Standard. Zur folgenden Saison wechselte er auf die Position des Vorschoters und kam in die 470er-Klasse zurück, Ferdinand Gerz wurde Follmanns neuer Steuermann. Schnell verbesserten sich auch die Resultate. Bei den Europameisterschaften 2011 in Helsinki wurden Gerz/Follmann 16., bei den Weltmeisterschaften in Perth 15. 2012 wurden sie zunächst in Barcelona 12. der Weltmeisterschaften. In Kiel gewannen sie das Weltcuprennen. Bei den Europameisterschaften in Largs erlitt Follmann eine schwere Daumenverletzung und das Duo musste den Wettkampf vorzeitig abbrechen. Höhepunkt der Saison und der Karriere wurden die Olympischen Sommerspiele 2012 in London. Trotz der Verletzung im Vorfeld verpassten sie den Einzug ins Medal Race nur knapp und wurden am Ende 13.
National gewannen Gerz/Follmann 2011 den Titel in der 470er-Klasse.